# Краснопольский, Александр Александрович
Александр Александрович Краснопольский (1853—1920) — русский геолог и горный инженер.

## Биография
Родился 25 мая (6 июня) 1853 года в Санкт-Петербурге.
Учился в 7-й Санкт-Петербургской гимназии (вып. 1872), потом — в Горном институте, по окончании которого в 1878 году был прикомандирован к музею этого института — работал в должности систематизатора. В 1882 году стал сотрудником Геологического комитета. С 1886 года — старший геолог комитета.
В 1883—1889 годах он неоднократно публиковал отчеты о геологических исследованиях на западном склоне Урала. В 1888 году по заданию Геологического комитета Краснопольский провёл геологическую съемку западного склона Урала. В 1893 году, оставаясь штатным сотрудником комитета, одновременно руководил геологическими исследованиями на линии строящейся Сибирской железной дороги восточнее станции Златоуст. С 1894 года заведовал геологическими исследованиями в Акмолинской и Семипалатинской областях.
С 1890 года А. А. Краснопольский занимался изучением и описанием рудных объектов Южного Урала, обнаруженных вдоль Сибирской железной дороги — в 1901 году обследовал залежи бурых железняков в окрестностях Златоуста («Бакальские, Инзерские, Белорецкие, Авзяно-Петровские и Зигазинские месторождения железных руд в Южном Урале»); в 1904 году был напечатан «Геологический очерк окрестностей Лемезинского завода Уфимского горного округа», в 1906 году — «Геологическое описание Невьянского горного округа», в 1909 году — «Геологический очерк окрестностей Верхне- и Нижне-Туринского завода и горы Качканар», в 1913 году — «Месторождения ископаемого угля на западном склоне Урала».
Работал до начала Первой мировой войны, после чего вышел в отставку.
После Октябрьской революции снова работал. В 1919 году провёл исследования месторождений каменного угля в Кизеловском бассейне для закладки новых шахт. На 1920 год была намечена геологическая экспедиция, которая не состоялась из-за смерти Краснопольского.
Результаты работ Краснопольского публиковались в «Известиях» и «Трудах» Геологического комитета. Имел награды Российской империи.
Скончался 5 июня 1920 года в Петрограде.